# Municipio de Appleton (Misuri)
El municipio de Appleton (en inglés: Appleton Township) es un municipio ubicado en el condado de St. Clair en el estado estadounidense de Misuri. En el año 2010 tenía una población de 1401 habitantes y una densidad poblacional de 11,85 personas por km².

## Geografía
El municipio de Appleton se encuentra ubicado en las coordenadas 38°9′12″N 94°0′24″O / 38.15333, -94.00667. Según la Oficina del Censo de los Estados Unidos, el municipio tiene una superficie total de 118.21 km², de la cual 116,51 km² corresponden a tierra firme y (1,44 %) 1,7 km² es agua.

## Demografía
Según el censo de 2010, había 1401 personas residiendo en el municipio de Appleton. La densidad de población era de 11,85 hab./km². De los 1401 habitantes, el municipio de Appleton estaba compuesto por el 96,65 % blancos, el 0,5 % eran afroamericanos, el 0,43 % eran amerindios, el 0,14 % eran de otras razas y el 2,28 % eran de una mezcla de razas. Del total de la población el 0,71 % eran hispanos o latinos de cualquier raza.